# Atollo Thaa
L'atollo Thaa è un atollo delle Maldive, con una popolazione che raggiunge i 10 000 abitanti. Thimarafushi è l'isola più popolata dell'atollo con circa 2 500 abitanti.

## Isole abitate
Burunee Dhiyamingili Gaadhiffushi Guraidhoo Hirilandhoo Kandoodhoo Kinbidhoo Madifushi Omadhoo Thimarafushi Vandhoo Veymandoo Vilufushi.
Isole turistiche, aeroporti e isole industriali sono considerate disabitate.